# Salient-Gletscher
Der Salient-Gletscher ist ein Gletscher an der Ostflanke der Royal Society Range des Transantarktischen Gebirges im ostantarktischen Viktorialand. Er fließt von den Hängen des Salient Peak in nordöstlicher Richtung zum Kopfende des Blue Glacier.
Die neuseeländische Mannschaft zur Erkundung des Blue Glacier bei der Commonwealth Trans-Antarctic Expedition (1955–1958) nahm 1957 eine Vermessung des Gletschers vor. Benannt ist er nach dem gleichnamigen Berg, der in seiner Form an eine Landzunge (englisch salient) erinnert.